# François-Hippolyte Margonne
François Hippolyte Margonne est un homme politique français né le 25 septembre 1755 à Lorient (Morbihan) et décédé le 4 novembre 1790 à Paris.
Négociant à Nogent-le-Rotrou, il est député du tiers état aux états généraux de 1789 pour le bailliage du Perche. Il devient maire de Nogent-le-Rotrou le 25 février 1790.

## Sources
- « François-Hippolyte Margonne », dans Adolphe Robert et Gaston Cougny, Dictionnaire des parlementaires français, Edgar Bourloton, 1889-1891 [détail de l’édition]